# Temesmiklós
Temesmiklós (szerbül Николинци / Nikolinci, románul Nicolinţ, németül Nikolinzi) falu Szerbiában, a Vajdaságban, a Dél-bánsági körzetben. Közigazgatásilag Alibunár községhez tartozik.

## Fekvése
Alibunártól délkeletre, Nagykárolyfalva és Homokszil közt fekvő település.

## Története
A település korábbi története nem ismert, de a török hódoltság végefelé már lakott hely volt, amely azonban a felszabadító háború alatt elpusztult.
Az 1723-1725-ös gróf Mercy-féle térképen, Vel. Nicolinz és Mal. Nicolinz alakban, pusztaként van feltüntetve.
A dunavölgyi katonai határőrvidék területének kibővítésekor a szerb-német Határőrvidékhez csatolták és 1783-1790. között telepítették be, akkor a Nicolince nevet kapta.
1873-ban e települést is Temes vármegyéhez csatolták.
1910-ben 3483 lakosából 11 fő magyar, 33 fő német, 3238 fő román, 31 fő szerb, 170 fő egyéb (legnagyobbrészt  cigány) anyanyelvű volt. Ebből 44 főrómai katolikus, 2 fő ág. hitv. evangélikus, 3374 fő görögkeleti ortodox, 3 fő izraelita, 60 fő egyéb (legnagyobbrészt felekezeten kívüli "nazarénus") vallású volt. A lakosok közül 1167 fő tudott írni és olvasni, 61 fő tudott magyarul.
A trianoni békeszerződés előtt Temes vármegye Fehértemplomi járásához tartozott.

## Népesség

### Demográfiai változások
| 1948 | 1953 | 1961 | 1971 | 1981 | 1991 | 2002 | 2011 |
| ---- | ---- | ---- | ---- | ---- | ---- | ---- | ---- |
| 2862 | 2820 | 2716 | 2377 | 1905 | 1634 | 1240 | 1131 |

## Nevezetességek
- Görögkeleti temploma - 1791-ben épült